# Catedral basílica de Nuestra Señora de San Juan de los Lagos
La Catedral Basílica de Nuestra Señora de San Juan de los Lagos es una iglesia católica ubicada en la ciudad de San Juan de los Lagos, en el estado de Jalisco, México, sede de la diócesis de San Juan de los Lagos. Esta Catedral-Basílica ocupa el segundo lugar en cuanto al número de visitantes en el país (más de cinco millones de peregrinos al año) después de la basílica de Santa María de Guadalupe.

## El altar mayor
En el centro se sitúa el baldaquino de grandes dimensiones, conformado por cuatro columnas de mármol africano color salmón que sostiene un entablamento semicircular y sobre éste una bóveda de un cuarto de estera, que se enmarca con un bello arco de medio punto de perfil ondulado y ornamentado con elementos fitomorfos, en la parte dentro una delgada moldura de ovas y dardos. Todo esto en mármol blanco de Carrara. En el centro del arco a manera de clave una cruz, y debajo de esta una cartela con el monograma de la Virgen María. En la saliente cornisa del entablamento descansan en el interior dos bellos angelitos de broce negro parados sobre unas nubes que sostienen en sus manos una hermosa corona, que se dice que fueron fundidos en Francia por el connotado escultor Frédéric Bartholdi, quien hiciera la Estatua de la Libertad de New York, y cuando estaba en Asís el baldaquino ya contaba con este ornamento. A los lados del baldaquino enmarcados con una moldura rectangular que le sirve de fondo y parados sobre enormes ménsulas, se encuentran las imágenes escultóricas de San Joaquín a la izquierda, y la de Santa Ana a la derecha.

## El tabernáculo
Dentro del baldaquino se localiza el tabernáculo que guarda la taumaturga imagen de la Virgen de San Juan de los Lagos, nicho de muy bella manufactura de planta circular sostenido por ocho columnas pareadas de orden jónico, con resaltos en los ejes de las columnas y sobre éstos, pares de remates en forma de copa; se cubre el tabernáculo con un cupulino peraltado realizado en plata que culmina en lo alto con la figura simbólica resplandeciente del Espíritu Santo, realizado por el orfebre Epitacio Garabito.
Culmina el altar mayor en la parte superior con un gran tímpano semicircular en cuyo centro está la magnífica escultura de La Asunción de la Virgen María, realizada también por el prolijo escultor neoclásico Victoriano Acuña, enmarcada con una doble moldura lateralmente y en la parte superior una platabanda que corresponde a una sección del arco de medio punto que la cierra. A los lados se encuentran las esculturas sobre peanas invertidas de San José a la izquierda y la de San Juan Bautista a la derecha. La forma que tiene la planta de la edificación es de cruz latina y posee bóvedas de molduras góticas; su viacrucis está enmarcado en plata y en la sacristía tiene cuatro pinturas que se le atribuyen a Rubens.
El primer santuario fue construido por Diego de Camarena en 1642, conocido actualmente como la capilla del primer milagro. Tiempo después, en 1682, finalizó la construcción del segundo santuario, el cual es en la actualidad la parroquia de San Juan Bautista. En el periodo de 1732 a 1769, Carlos de Cervantes, obispo de Guadalajara, se encargó de los trabajos de construcción de la actual basílica. Esta obtuvo el rango de catedral en  1972, a través de la Constitución apostólica del papa Paulo VI.

## Celebraciones marianas
La importancia de esta iglesia reside en la veneración a la imagen de la virgen que donó a la ciudad el fraile franciscano Miguel de Bolonia en 1542. Esta imagen se considera milagrosa desde la época colonial. Su fiesta titular se celebra el 8 de diciembre, día de la Inmaculada Concepción, pero se celebran también con gran solemnidad la fiesta de la Candelaria el 2 de febrero y la fiesta de la Asunción de la Virgen al cielo el 15 de agosto. Además todo el mes de mayo se celebra de forma especial con procesiones de los diferentes gremios y barrios de la ciudad. 
- Datos: Q5758365
- Multimedia: Basílica de San Juan de los Lagos / Q5758365